# Loxia megaplaga
Loxia megaplaga — вид горобцеподібних птахів родини В'юркові (Fringillidae). Птах є ендеміком острова Гаїті. За даними філогенитичного аналізу вид відділився від шишкаря білокрилого (Loxia leucoptera) 10 тис років тому. Птах живиться лише насінням з шишок сосни іспаньольської (Pinus occidentalis).